# Zeta Puppis

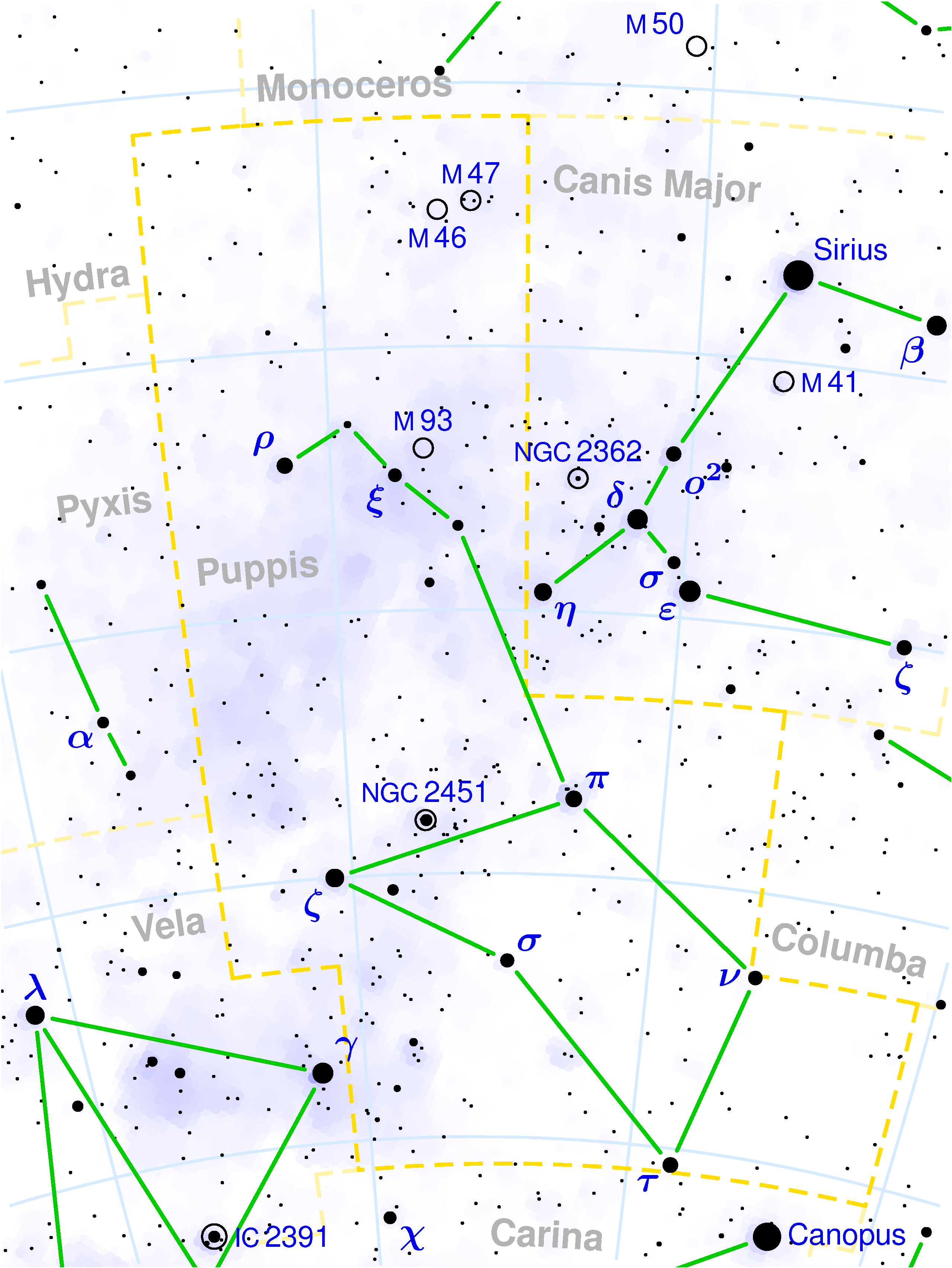
Zeta Puppis, pe harta constelației Pupa

Zeta Puppis (Zeta Pup, Zêta Puppis, ζ Pup / ζ Puppis) este o stea fugară din constelația Pupa. Ea poartă și numele tradiționale Naos (din greacă ναύς, „navă”) și Suhail Hadar, din limba arabă.

## Caracteristici fizice
Tipul spectral al stelei Zeta Puppis este O5Ia, ceea ce o face să facă parte dintre stelele excepțional de calde, fiind și una din stelele de tip O vizibile cu ochiul liber. Temperatura suprafeței sale este apreciată cu valori cuprinse între 40.000 până la 44.000K.

Privitor la masa sa, autorii oferă diferite valori, mergând de la 22,5 mase solare la 40 de mase solare și chiar de 59 de mase solare.
Este cea mai strălucitoare stea din Pupa, cu o magnitudine aparentă de 2,21 și una dintre cele mai strălucitoare din Calea Lactee. Se află la distanța de circa 1.090 de ani-lumină de Sistemul Solar și are o magnitudine absolută de -5,5. Magnitudinea sa vizuală este redusă cu circa 1 unitate de magnitudine de praful interstelar.
Este o supergigantă albastră extremă, una dintre cele mai strălucitoare stele din Calea Lactee, ca magnitudine absolută. Vizual, ea este de 21.000 de ori mai luminoasă decât Soarele; totuși, fiind o stea albastră extremă, cea mai mare parte a radiației sale se situează în ultraviolet, iar când acest lucru este luat în cont, steaua este între circa 550.000 și circa 790.000 de ori mai strălucitoare decât Soarele (Lamers & Cassinelli 1999). Stelele albastre nu sunt niciodată foarte mari, iar Naos nu face excepție, raza sa fiind „doar” de 14 până la 26 de ori mai mare decât cea a Soarelui nostru.
Le revine supergigantelor roșii, ca Alpha Orionis, să stabilească recordurile de talie.

Prin comparație, la distanța la care se află Sirius, Naos ar produce umbre marcate pe Terra cu o magnitudine aparentă de -9, apropiată de cea a unui pătrar de Lună. Dar dacă ar fi plasată în centrul Sistemului nostru Solar, temperatura (de echilibru), la distanța la care se află Pământul, ar fi comparabilă cu aceea de la suprafața Soarelui. În această situație, planetele ca și cometele s-ar evapora. N-ar putea exista planete în jurul acestei stele la distanțele comparabile celor care se rotesc în jurul Soarelui.
Zeta Puppis a fost raportată că este variabilă și suspectată că este variabilă de tip Alpha Cygni. Steaua prezintă variații în profilul liniei spectrale Hα și în luminozitatea radiației X, la intervale de timp mai mici de o zi.
Temperatura efectivă a stelei și  gravitația la suprafață mică, de 3,5-3,9, nivelurile heliului și azotului sporite, indică faptul că Naos a ieșit din așa-numita „epocă zero a secvenței principale” (ZAMS), clasându-se ca supergigantă.

## Origine
Contrar multor alte stele situate la distanțe atât de mari, oamenii de știință dispun de date foarte precise referitoare la Zeta Puppis întrucât i se cunoaște viteza și se poate ajunge la regiunea în care s-a format, și deci să se deducă de aici o distanță mult mai precisă decât pentru Deneb, de exemplu.
Naos s-a născut în regiunea de formare a stelelor din Velele și de la nașterea ei s-a deplasat cu peste 400 de ani-lumină în raport cu această regiune, ceea ce o face un bun exemplu de stea fugară. Un studiu recent a stabilit că Zeta Puppis este originară din roiul Trumpler 10 aflat la circa 300 de parseci, însă acesta este o grupare de stele mult mai bătrână, iar modelele fizice conduc la o distanță de 450 pc.
Un front de ionizare, un „arc de șoc”, a fost detectat în fața stelei Naos. Howarth et al., în 1995, au determinat o viteză de rotație anormal de ridicată. Se rotește în jurul axei sale cu mare viteză de 220 km/s, care este de 100 de ori mai mare decât cea a Soarelui. O asemenea viteză de rotație, cât și o îmbogățire aparentă a suprafeței sale în heliu și în azot par să fie puncte comune ale stelelor fugare de tip O. 
Deși anterior se considera că Zeta Puppis se situează la 1.400 de ani-lumină, studii recente au evaluat această distanță la 900 de ani-lumină.
Zeta Puppis prezintă o viteză mare de deplasare în spațiu și o foarte mare viteză de rotație și s-a speculat că este o stea fugară rezultată dintr-o supernova dintr-un sistem binar, eventual precursoare a Nebuloasei Gum,însă dovezi justificative sunt rare.

## Devenire
În mai multe sute de mii de ani, Naos va crește în dimensiuni, iar suprafața sa se va răci în mod progresiv trecând prin tipurile spectrale B, A, F, G, K și M, pentru a deveni o supergigantă roșie. Când acasta se va produce, radiația stelei va fi mai ales în spectrul vizibil, iar Naos va apărea de pe Terra ca una din stelele cele mai strălucitoare de pe cer. Apoi, în 2 milioane de ani, Naos va deveni  o gigantă roșie de tip M5 având de 10 ori talia actuală și va exploda în final într-o hipernovă atât de puternică și de strălucitoare încât, chiar de la 1.400 de ani-lumină, ea va apărea mai strălucitoare decât Luna plină și ar putea emite chiar o explozie de raze gamma.
O gaură neagră se va forma probabil în cursul evenimentului, iar materia cea mai internă rezultată din explozie va forma un disc de acreție, aspirat de gaura neagră sub forma unui vortex cald, apoi va fi expulzat în spațiu timp de milioane de ani, prin jeturi de plasmă ieșite de la poli. Restul din hipernovă va forma o nebuloasă spectaculoasă unde noi stele vor putea, poate, să se formeze.

## Observare
Este o stea situată în emisfera cerească australă. Poziția sa moderat sudică face ca această stea să fie observabilă cu ușurință îndeosebi din emisfera sudică, unde se arată sus, pe cer, în zona temperată; din emisfera boreală observarea stelei este mult mai dificilă, îndeosebi la nord de zona tropicală. Magnitudinea sa de 2,2 o face ușor de găsit chiar și în zonele urbane de dimensiuni moderate.
Perioada cea mai bună pentru observarea stelei pe cerul nocturn este în lunile cuprinse între decembrie și mai; în emisfera sudică e vizibilă încă de la începutul iernii, mulțumită declinației australe a stelei, în timp ce în emisfera nordică poate fi observată doar în lunile toamnei târzii și la începutul iernii.

## Heliu
În 1896 Edward C. Pickering a observat linii spectrale misterioase în ζ Puppis, care urmează formulei lui Rydberg, dacă numerele semiîntregi sunt utilizate în locul celor întregi. Mai târziu a fost descoperit că erau datorate heliului ionizat.